# Opharus roseistrigata
Opharus roseistrigata là một loài bướm đêm thuộc phân họ Arctiinae, họ Erebidae.